# Dorian Gray (film)
Dorian Gray is een Britse thriller-fantasyfilm uit 2009 onder regie van Oliver Parker. Het verhaal hiervan is gebaseerd op dat uit het boek The Picture of Dorian Gray van Oscar Wilde. Parker werd voor Dorian Gray genomineerd voor de prijs voor beste film op het Filmfestival van Sitges 2009.

## Verhaal
De jonge Dorian Gray komt aan het einde van de negentiende eeuw aan in Londen en maakt kennis met de cynische, doch charismatische Lord Henry Wotton (Colin Firth). Die introduceert hem in de kringen van de plaatselijke gegoede burgerij. Wottons vriend Basil Hallward (Ben Chaplin) schildert een portret van Gray dat zoveel indruk op hem maakt dat hij verzucht alles te willen geven om er altijd zo uit te blijven zien als op het schilderij.
Gray wordt verliefd op Sibyl Vane (Rachel Hurd-Wood) en zij op hem. Na verloop van tijd vraagt hij haar ten huwelijk. Wotton vertelt Gray alleen dat trouwen en kinderen krijgen betekent dat het vanaf dat moment alleen maar minder zal worden. Daarna neemt hij Gray mee naar een bordeel. Wanneer Vane hiervan hoort, pleegt ze zelfmoord. Ze blijkt daarbij ook zwanger te zijn geweest van Grays kind. Hoewel hij in eerste instantie bedroefd is, overtuigt Wotton hem ervan dat hij enkel een waardevolle ervaring rijker is geworden en dat het leven alleen draait om ervaringen opdoen.
Wanneer Gray thuiskomt, ziet hij dat de beeltenis op het schilderij dat Hallward van hem maakte veranderd is. Hij realiseert zich dat zijn wens is uitgekomen. Zijn levenservaringen tekenen zijn eigen uiterlijk niet, maar in plaats daarvan dat van zijn portret. Vanaf dat moment gaat hij zich hoe langer hoe meer te buiten aan alle hedonistische uitspattingen die hij maar kan bedenken. Zijn schilderij wordt daarbij steeds monsterlijker, waardoor hij het thuis verstopt.

## Rolverdeling
| - Ben Barnes - Dorian Gray - Pip Torrens - Victor - Fiona Shaw - Agatha - Ben Chaplin - Basil Hallward - Caroline Goodall - Lady Radley - Maryam d'Abo - Gladys - Michael Culkin - Lord Radley - Colin Firth - Lord Henry Wotton - Emilia Fox - Lady Victoria Wotton - Jeff Lipman - Lord Kelso | - Douglas Henshall - Alan Campbell - Rachel Hurd-Wood - Sibyl Vane - Johnny Harris - James Vane - Louise Rose - Angelique - Aewia Huillet - Elisa - Jo Woodcock - Celia Radley - Max Irons - Lucius - Rebecca Hall - Emily Wotton - Emily Phillips - Alice Radley |